# Family Circle Cup 1999
Family Circle Cup 1999 — жіночий тенісний турнір, що проходив на відкритих кортах з ґрунтовим покриттям Sea Pines Plantation у Гілтон-Гед-Айленді (США). Належав до турнірів 1-ї категорії в рамках Туру WTA 1999. Відбувсь удвадцятьсьоме і тривав з 29 березня до 4 квітня 1999 року. Мартіна Хінгіс здобула титул в одиночному розряді.

## Фінальна частина

### Одиночний розряд
Мартіна Хінгіс —  Анна Курнікова, 6–4, 6–3
- Для Хінгіс це був 6-й титул за сезон і 45-й — за кар'єру.

### Парний розряд
Олена Лиховцева /  Яна Новотна —  Барбара Шетт /  Патті Шнідер, 6–1, 6–4

## Учасниці

### Сіяні учасниці
| Країна     | Гравчиня              | Рейтинг | Сіяна |
| ---------- | --------------------- | ------- | ----- |
| Швейцарія  | Мартіна Хінгіс        | 1       | 1     |
| США        | Моніка Селеш          | 3       | 2     |
| Чехія      | Яна Новотна           | 4       | 3     |
| Іспанія    | Аранча Санчес Вікаріо | 7       | 4     |
| ПАР        | Аманда Кетцер         | 9       | 5     |
| Швейцарія  | Патті Шнідер          | 13      | 6     |
| Росія      | Анна Курнікова        | 20      | 7     |
| Франція    | Амелі Моресмо         | 14      | 8     |
| Румунія    | Іріна Спирля          | 15      | 9     |
| Іспанія    | Кончіта Мартінес      | 18      | 10    |
| Білорусь   | Наташа Звєрєва        | 17      | 11    |
| Австрія    | Барбара Шетт          | 19      | 12    |
| Італія     | Сільвія Фаріна        | 25      | 13    |
| Росія      | Олена Лиховцева       | 22      | 14    |
| Іспанія    | Магі Серна            | 24      | 15    |
| Словаччина | Генрієта Надьова      | 26      | 16    |

### Інші учасниці
Нижче подано учасниць, що отримали вайлд-кард на вихід в основну сітку:
- Меган Шонессі
- Брі Ріппнер
- Ольга Барабанщикова

Нижче наведено учасниць, що пробились в основну сітку через стадію кваліфікації в одиночному розряді:
- Паола Суарес
- Адріана Герші
- Александра Стівенсон
- Макарова Олена Олексіївна
- Тетяна Панова
- Лілія Остерло
- Сандра Качіч
- Еммануель Гальярді

Такі тенісистки потрапили в основну сітку як a щасливий лузер:
- Лариса Нейланд

Нижче наведено учасниць, що пробились в основну сітку через стадію кваліфікації в парному розряді:
- Александра Ольша /  Лілія Остерло